# Valsheid in informatica
Valsheid in informatica  is een onderdeel uit de Belgische wet inzake informaticacriminaliteit. Omdat de bestaande regelgeving inzake valsheid in geschrifte onvoldoende toereikend was bij het toepassen op computergegevens, werd het misdrijf “valsheid in informatica” in het Strafwetboek ingevoerd als art. 210bis Sw. (ingevoegd bij de Wet van 2000-11-28/34, art. 4).

## Definitie
Onder valsheid in informatica verstaat de wet: het wijzigen of wissen van elektronische gegevens in een informaticasysteem  of het gebruik van die gegevens veranderen waardoor de juridische draagwijdte verandert, zodat dit als nadeel wordt beschouwd. Het gaat dus om het wijzigen van de waarheid via een datamanipulatie. Het begrip informaticasysteem moet hierbij ruim worden geïnterpreteerd als ieder systeem dat het opslaan, verwerken of overdragen van gegevens toelaat. Voorbeelden zijn: computer, smartphone, domotica-apparatuur, GPS in auto, USB-memory-stick, netwerken, telecommunicatie enzovoort. De materiële vormgeving van de gegevens is dus irrelevant. Deze vormgeving kan optisch, elektromagnetisch, visueel of een gesproken voorstelling van gegevens zijn. Wie “met opzet” gebruik maakt van deze vervalste gegevens is, net zoals bij valsheid in geschrifte, strafbaar alsof hij de dader van de valsheid was. Poging tot informaticavalsheid is ook strafbaar (Art 210bis, § 3 Sw.), Dus kan bij valsheid in informatica over het materiële element worden gesproken, de manipulatie van data in een informaticasysteem, en het morele element, het met opzet uitvoeren om schade te berokkenen. Valsheid in informatica wordt gezien als een vorm van computercriminaliteit.

## Misdrijven
Valsheid in informatica is onder meer:	
- Namaak of vervalsing van kredietkaarten
- Valsheid op het vlak van digitale contracten. Dit is van toepassing wanneer juridisch relevante gegevens niet meer op papier worden gedrukt, noch met de hand worden ondertekend.
- Invoering van een vals kredietkaartnummer bij het tegen betaling intekenen op een internetsite
- Inschrijving van fictieve schuldvorderingen of wijziging van loongegevens door een bediende in de boekhoudsoftware van een bedrijf
- Kunstmatige opdrijving, door een bediende, van het aantal overuren in de software voor het beheer van de arbeidstijd
- Vervalsing van een elektronische handtekening of bewust gebruik van vervalste gegevens
- Logins veranderen van een Hotmail-account zodat deze onbeschikbaar wordt voor de echte gebruiker
- Gebruik maken van de naam van een andere bestaande persoon bij de aanmaak van een Facebook-profiel of een e-mailaccount of een datingprofiel...
- Skimmen van bankkaarten
- Onrechtmatig manipuleren van een elektronisch patiëntendossier

## Belgische wet
| Belgisch Wetboek   | Belgisch Wetboek | Belgisch Wetboek |
| ------------------ | ---------------- | --- |
| Wetboek Strafrecht | Artikel: 210bis  | § 1 Hij die valsheid pleegt, door gegevens die worden opgeslagen, verwerkt of overgedragen door middel van een informaticasysteem, in te voeren in een informaticasysteem, te wijzigen, te wissen of met enig ander technologisch middel de mogelijke aanwending van gegevens in een informaticasysteem te veranderen, waardoor de juridische draagwijdte van dergelijke gegevens verandert, wordt gestraft met gevangenisstraf van zes maanden tot vijf jaar en met geldboete van zesentwintig [euro] tot honderdduizend [euro] of met een van die straffen alleen. § 2 Hij die, terwijl hij weet dat aldus verkregen gegevens vals zijn, hiervan gebruik maakt, wordt gestraft alsof hij de dader van de valsheid was. § 3 Poging tot het plegen van het misdrijf, bedoeld in § 1, wordt gestraft met gevangenisstraf van zes maanden tot drie jaar en met geldboete van zesentwintig [euro] tot vijftigduizend [euro] of met een van die straffen alleen. § 4 De straffen bepaald in de §§ 1 tot 3 worden verdubbeld indien een overtreding van een van die bepalingen wordt begaan binnen vijf jaar na de uitspraak houdende veroordeling wegens een van die strafbare feiten of wegens een van de strafbare feiten bedoeld in de artikelen 259bis, 314bis, 504quater of in titel IXbis. |

## Websites
- De wet van 28 november 2000 inzake informaticacriminaliteit: aspecten van materieel strafrecht
- Cybercriminaliteit doorgelicht, 2010.  gearchiveerd
- Federale politie. ICT-crime, 15 januari 2015.
- Strafwetboek
- Valsheid in informatica[dode link]